# Seznam zaniklých železničních nádraží v Česku
Seznam zaniklých železničních nádraží v Česku obsahuje neúplný výčet železničních zastávek a stanic na území Česka, jenž v minulosti sloužily osobní či nákladní dopravě a nyní už svoji roli neplní.

## Zrušená nádraží
V následujícím seznamu jsou uvedena bývalá nádraží na zrušených tratích a zrušená nádraží na provozovaných tratích. V seznamu nejsou uvedena nádraží, která jsou spolu s tratí mimo provoz a hrozí jim zrušení, případně nádraží, která sloužila osobní dopravě a byla změněna na nákladová nádraží.

| Stanice                                   | Trať                                                   | Okres               | Zeměpisné souřadnice             | Typ dopravny                  | Budova                | Rok zániku/důvod                              | Zrušeno s tratí |
| ----------------------------------------- | ------------------------------------------------------ | ------------------- | -------------------------------- | ----------------------------- | --------------------- | --------------------------------------------- | --------------- |
| Albrechtice u Chomutova                   | Oldřichov u Duchcova – Litvínov – Jirkov – Chomutov    | Most                | 50°33′12″ s. š., 13°31′6″ v. d.  |                               |                       | 1971, lom ČSA                                 | ✔️              |
| Albrechtičky                              | Studénka–Veřovice                                      | Nový Jičín          | 49°41′31″ s. š., 18°5′5″ v. d.   |                               |                       | 1959                                          | ✔️              |
| Babí                                      | Týniště nad Orlicí – Meziměstí                         | Náchod              | 50°25′54″ s. š., 16°11′33″ v. d. |                               |                       | ?                                             | ❌              |
| Bechyně (původní lokalita)                | Tábor–Bechyně                                          | Tábor               | 49°17′24″ s. š., 14°28′49″ v. d. |                               | S                     | 2017                                          | ✔️              |
| Bezno                                     | Skalsko–Chotětov                                       | Mladá Boleslav      | 50°22′4″ s. š., 14°48′41″ v. d.  |                               | z                     | 1970/1974                                     | ✔️              |
| Bílá                                      | Frýdlant nad Ostravicí – Ostravice – Bílá              | Frýdek-Místek       | 49°26′48″ s. š., 18°27′46″ v. d. |                               | S                     | 1965, VN Šance                                | ✔️              |
| Bezpráví                                  | Praha – Česká Třebová                                  | Ústí nad Orlicí     | 49°59′50″ s. š., 16°20′0″ v. d.  | zastávka                      | N                     | 2021                                          | ❌              |
| Bludovice                                 | Hostašovice – Nový Jičín horní nádraží                 | Nový Jičín          | 49°34′20″ s. š., 18°1′23″ v. d.  | zastávka                      | N                     | 2009/2010                                     | ✔️              |
| Bohdalín                                  | Jindřichův Hradec – Obrataň                            | Pelhřimov           | 49°19′31″ s. š., 15°1′2″ v. d.   |                               |                       | 1962                                          | ❌              |
| Bohumilice na Moravě                      | Čejč–Ždánice                                           | Hodonín             | 49°0′40″ s. š., 16°55′4″ v. d.   |                               |                       | 1971                                          | ✔️              |
| Bochov                                    | Protivec–Bochov                                        | Karlovy Vary        | 50°9′17″ s. š., 13°2′43″ v. d.   |                               | S                     | 1996                                          | ❌              |
| Borovsko                                  | Benešov u Prahy – Trhový Štěpánov – Dolní Kralovice    | Benešov             | 49°40′38″ s. š., 15°7′6″ v. d.   | zastávka a nákladiště         | N                     | 1974/1975                                     | ✔️              |
| Brandov (Brandau)                         | Svídnická údolní dráha                                 | Most                | 50°38′23″ s. š., 13°23′42″ v. d. |                               |                       | 1945/1970                                     | ✔️              |
| Brčekoly                                  | Hrochův Týnec – Chrast u Chrudimi                      | Chrudim             | 49°56′11″ s. š., 15°57′6″ v. d.  |                               |                       | 1978/1980                                     | ✔️              |
| Brloh                                     | Strakonice–Volary                                      | Prachatice          | 49°2′15″ s. š., 13°43′36″ v. d.  |                               |                       | 1962                                          | ❌              |
| Brno-Husovice                             | Brno–Tišnov                                            | Brno-město          | 49°13′12″ s. š., 16°37′44″ v. d. |                               |                       | 1972/2006                                     | ❌              |
| Brno-Královo Pole (staré nádraží)         | Brno–Tišnov                                            | Brno-město          | 49°13′33″ s. š., 16°36′ v. d.    |                               |                       | 1962                                          | ❌              |
| Brno-Lískovec, dříve Lískovec-Vostopovice | Brno–Jihlava, Brno – Hrušovany nad Jevišovkou-Šanov    | Brno-město          | 49°9′43″ s. š., 16°33′52″ v. d.  | zastávka                      |                       | 1970                                          | ❌              |
| Brno-Řečkovice (staré nádraží)            | Brno–Tišnov                                            | Brno-město          | 49°15′12″ s. š., 16°35′26″ v. d. | stanice                       | S                     | 1952                                          | ❌              |
| Brno-Zábrdovice                           | Brno–Tišnov                                            | Brno-město          | 49°12′13″ s. š., 16°37′42″ v. d. |                               |                       | 1962                                          | ✔️              |
| Břešťany                                  | Ústí nad Labem – Chomutov                              | Teplice             | 50°34′7″ s. š., 13°44′37″ v. d.  |                               |                       | 1968, lom Bílina                              | ✔️              |
| Budkovice                                 | Brno – Hrušovany nad Jevišovkou                        | Brno-venkov         | 49°4′4″ s. š., 16°21′55″ v. d.   | zastávka                      |                       | 2005                                          | ❌              |
| Budov                                     | Protivec–Bochov                                        | Karlovy Vary        | 50°8′10″ s. š., 13°8′42″ v. d.   | zastávka                      |                       | 1996                                          | ❌              |
| Buchberg                                  | Šumperk–Krnov                                          | Jeseník             | 50°18′31″ s. š., 17°20′16″ v. d. |                               | S                     | 1945                                          | ❌              |
| Bukovec                                   | Praha–Plzeň                                            | Plzeň-město         | 49°46′44″ s. š., 13°27′ v. d.    | zastávka                      |                       | 1972                                          | ✔️              |
| Bystřice pod Hostýnem (původní lokalita)  | Kojetín – Valašské Meziříčí                            | Kroměříž            | 49°23′49″ s. š., 17°39′57″ v. d. |                               | Z                     | 1888                                          | ✔️              |
| Cítoliby                                  | Kralupy nad Vltavou - Louny                            | Louny               |                                  | zastávka                      |                       | 2003                                          | ❌              |
| Cvikov                                    | Svor – Jablonné v Podještědí                           | Česká Lípa          | 50°46′24″ s. š., 14°37′55″ v. d. |                               | S                     | 1973/1986                                     | ✔️              |
| Čabová                                    | Ondrášov – Dvorce na Moravě                            | Olomouc             | 49°48′20″ s. š., 17°28′32″ v. d. |                               | S                     | 1933/1937                                     | ✔️              |
| Červený Újezd u Votic (původní lokalita)  | Praha – České Budějovice                               | Benešov             | 49°34′37″ s. š., 14°36′26″ v. d. | zastávka                      | Z                     | 2022, přeložka s náhradou                     | ✔️              |
| Česká Lípa město                          | Liberec – Česká Lípa                                   | Česká Lípa          | 50°40′45″ s. š., 14°32′23″ v. d. |                               | S                     | 1989/2017                                     | ✔️              |
| České Budějovice staré město              | Plzeň – České Budějovice                               | České Budějovice    | 48°59′20″ s. š., 14°28′25″ v. d. |                               |                       | 1968                                          | ✔️              |
| Dalovice                                  | Mladá Boleslav – Mělník                                | Mladá Boleslav      | 50°25′17″ s. š., 14°51′40″ v. d. |                               | N                     | 1911                                          | ❌              |
| Dambořice                                 | Čejč–Ždánice                                           | Hodonín             | 49°1′11″ s. š., 16°56′33″ v. d.  |                               |                       | 1998                                          | ❌              |
| Davle-Libřice                             | Praha – Vrané nad Vltavou – Čerčany                    | Praha-západ         | 49°53′34″ s. š., 14°24′16″ v. d. | zastávka                      | N                     | 1975                                          | ❌              |
| Dětřichov u Frýdlantu                     | Frýdlant v Čechách – Heřmanice                         | Liberec             | 50°53′41″ s. š., 15°2′24″ v. d.  | stanice                       | S                     | 1976                                          | ✔️              |
| Dobranov                                  | Liberec – Česká Lípa                                   | Česká Lípa          | 50°40′55″ s. š., 14°34′47″ v. d. |                               | S                     | 1989                                          | ✔️              |
| Dobrovice město                           | Dětenice–Dobrovice                                     | Mladá Boleslav      | 50°21′37″ s. š., 14°58′7″ v. d.  |                               |                       | 1975                                          | ❌              |
| Dobruška-Pulice                           | Opočno pod Orlickými horami – Dobruška                 | Rychnov nad Kněžnou | 50°17′4″ s. š., 16°7′17″ v. d.   |                               |                       | ?                                             | ❌              |
| Dolní Cetno                               | Skalsko–Chotětov                                       | Mladá Boleslav      | 50°24′25″ s. š., 14°47′55″ v. d. |                               | S                     | 1970                                          | ✔️              |
| Dolní Hamry                               | Havlíčkův Brod – Žďár nad Sázavou                      | Žďár nad Sázavou    | 49°33′49″ s. š., 15°54′3″ v. d.  |                               |                       | 1953                                          | ✔️              |
| Dolní Kralovice                           | Benešov u Prahy – Trhový Štěpánov – Dolní Kralovice    | Benešov             | 49°40′17″ s. š., 15°9′20″ v. d.  | stanice                       | Z                     | 1974/1975, VN Švihov                          | ✔️              |
| Dolní Žďár                                | Ostrov nad Ohří – Jáchymov                             | Karlovy Vary        | 50°19′12″ s. š., 12°56′50″ v. d. |                               |                       | 1957/2012                                     | ✔️              |
| Doupov                                    | Vilémov u Kadaně – Kadaňský Rohozec – Doupov           | Karlovy Vary        | 50°15′42″ s. š., 13°8′20″ v. d.  | dopravna D3                   | S                     | 1970, VÚ Hradiště                             | ✔️              |
| Drásov                                    | Brno–Tišnov                                            | Brno-venkov         | 49°19′42″ s. š., 16°28′24″ v. d. | zastávka a nákladiště         | S                     |                                               | ✔️              |
| Dražůvky                                  | Čejč–Ždánice                                           | Hodonín             | 49°1′45″ s. š., 17°1′26″ v. d.   | zastávka                      |                       | 1998/2010                                     | ✔️              |
| Držkov                                    | Železný Brod – Tanvald                                 | Jablonec nad Nisou  | 50°41′37″ s. š., 15°19′15″ v. d. | zastávka                      | N                     | 1977                                          | ❌              |
| Dřínov                                    | Oldřichov u Duchcova – Litvínov – Jirkov – Chomutov    | Most                | 50°32′27″ s. š., 13°30′24″ v. d. |                               |                       | 1971, lom ČSA                                 | ✔️              |
| Dřínov zastávka                           | Oldřichov u Duchcova – Litvínov – Jirkov – Chomutov    | Chomutov            | 50°32′2″ s. š., 13°30′14″ v. d.  |                               | Z                     | 1971, lom ČSA                                 | ✔️              |
| Dubějovice                                | Benešov u Prahy – Trhový Štěpánov – Dolní Kralovice    | Benešov             | 49°41′53″ s. š., 15°2′34″ v. d.  | zastávka                      | N                     | 1974/1975                                     | ✔️              |
| Dubňany                                   | Kyjov–Mutěnice                                         | Hodonín             | 48°55′25″ s. š., 17°4′28″ v. d.  | zastávka a nákladiště         | S                     | 2004/2009                                     | ✔️              |
| Duchcov-Liptice                           | Osek–Ledvice                                           | Teplice             | 50°35′43″ s. š., 13°44′6″ v. d.  |                               | Z                     | 1932                                          | ✔️              |
| Dvorce na Moravě                          | Ondrášov – Dvorce na Moravě                            | Bruntál             | 49°49′34″ s. š., 17°32′21″ v. d. |                               | S                     | 1937                                          | ✔️              |
| Ervěnice                                  | Ústí nad Labem – Chomutov                              | Most                | 50°30′28″ s. š., 13°32′44″ v. d. |                               |                       | 1954, lom Vršany                              | ✔️              |
| Frýdlant v Čechách zastávka               | Frýdlant v Čechách – Heřmanice                         | Liberec             | 50°55′ s. š., 15°3′13″ v. d.     | zastávka                      | S                     | 1976/1996                                     | ✔️              |
| Habřina                                   | Velké Březno – Lovečkovice – Verneřice/Úštěk           | Litoměřice          | 50°35′45″ s. š., 14°18′30″ v. d. |                               |                       | 1978                                          | ✔️              |
| Havraň                                    | Počerady–Vrskmaň                                       | Most                | 50°26′58″ s. š., 13°36′15″ v. d. |                               |                       | 1961/1985                                     | ✔️              |
| Havranec                                  | Hněvčeves–Smiřice                                      | Hradec Králové      | 50°18′7″ s. š., 15°48′29″ v. d.  |                               |                       | 2004                                          | ❌              |
| Heřmanice                                 | Frýdlant v Čechách – Heřmanice                         | Liberec             | 50°53′33″ s. š., 14°59′44″ v. d. | stanice                       | S                     | 1976/1996                                     | ✔️              |
| Heřmanice zastávka                        | Frýdlant v Čechách – Heřmanice                         | Liberec             | 50°53′40″ s. š., 15°0′51″ v. d.  | zastávka                      | S                     | 1976/1996                                     | ✔️              |
| Heřmaničky (původní lokalita)             | Praha – České Budějovice                               | Benešov             | 49°36′11″ s. š., 14°35′ v. d.    | stanice                       | S                     | 2022, přeložka s náhradou                     | ✔️              |
| Hesov                                     | Havlíčkův Brod – Žďár nad Sázavou                      | Havlíčkův Brod      | 49°34′53″ s. š., 15°42′48″ v. d. |                               |                       | 1953                                          | ✔️              |
| Hluboká-Žďár                              | Vilémov u Kadaně – Kadaňský Rohozec – Doupov           | Karlovy Vary        | 50°16′42″ s. š., 13°10′28″ v. d. | zastávka a nákladiště         |                       | 1955/1970, VÚ Hradiště                        | ✔️              |
| Hodslavice                                | Hostašovice – Nový Jičín horní nádraží                 | Nový Jičín          | 49°33′ s. š., 18°1′36″ v. d.     | stanice                       | N                     | 2009/2010                                     | ✔️              |
| Hora Svatého Šebestiána                   | Křimov–Reitzenhain                                     | Chomutov            | 50°30′30″ s. š., 13°17′14″ v. d. | stanice                       | Z                     | 1948/1987                                     | ✔️              |
| Horní Benešov                             | Opava východ – Svobodné Heřmanice – Horní Benešov      | Bruntál             | 49°57′42″ s. š., 17°36′17″ v. d. |                               | S                     | 1970/1981                                     | ✔️              |
| Horní Jiřetín                             |                                                        | Most                | 50°34′19″ s. š., 13°32′41″ v. d. | stanice                       | S                     | 1971                                          | ✔️              |
| Horní Libchava                            | Česká Kamenice – Kamenický Šenov – Česká Lípa          | Česká Lípa          | 50°43′27″ s. š., 14°28′57″ v. d. |                               | S                     | 1979                                          | ✔️              |
| Horní Planá (původní lokalita)            | Černá v Pošumaví – Nová Pec                            | Český Krumlov       | 48°45′24″ s. š., 14°0′55″ v. d.  | stanice                       | Z                     | 1958, VN Lipno                                | ✔️              |
| Horní Prysk                               | Česká Kamenice – Kamenický Šenov – Česká Lípa          | Česká Lípa          | 50°46′57″ s. š., 14°29′14″ v. d. |                               | S                     | 1979                                          | ✔️              |
| Horní Slavkov                             | Nové Sedlo u Lokte – Krásný Jez                        | Sokolov             | 50°8′14″ s. š., 12°48′14″ v. d.  |                               | S                     | 1997                                          | ✔️              |
| Horní Slavkov zastávka                    | Nové Sedlo u Lokte – Krásný Jez                        | Sokolov             | 50°9′31″ s. š., 12°46′46″ v. d.  |                               |                       | 1997                                          | ✔️              |
| Horní Žďár                                | Ostrov nad Ohří – Jáchymov                             | Karlovy Vary        | 50°20′4″ s. š., 12°56′34″ v. d.  |                               |                       | 1957                                          | ✔️              |
| Hradec nad Moravicí zastávka              | Opava východ – Hradec nad Moravicí                     | Opava               | 49°52′54″ s. š., 17°52′36″ v. d. |                               |                       | 1996                                          | ❌              |
| Hranice v Čechách (staré nádraží)         | Cheb – Hranice v Čechách                               | Cheb                |                                  |                               | Z                     | ?                                             | ❌              |
| Hraničná                                  | Sokolov–Zwotental                                      | Sokolov             | 50°21′9″ s. š., 12°28′13″ v. d.  |                               |                       | 2000                                          | ❌              |
| Hrdlovka                                  | Oldřichov u Duchcova – Litvínov – Jirkov – Chomutov    | Teplice             | 50°36′16″ s. š., 13°41′27″ v. d. |                               |                       | ?                                             | ❌              |
| Hrobičany                                 | Smidary – Vysoké Veselí                                | Jičín               | 50°18′45″ s. š., 15°26′17″ v. d. |                               | S                     | 1976                                          | ✔️              |
| Hřivínov                                  | Protivec–Bochov                                        | Karlovy Vary        | 50°9′11″ s. š., 13°6′56″ v. d.   |                               |                       | 1979                                          | ❌              |
| Chabařovice staré n.                      | Ústí nad Labem – Chomutov                              | Ústí nad Labem      | 50°39′47″ s. š., 13°55′56″ v. d. |                               |                       | 1982                                          | ✔️              |
| Chotělice                                 | Smidary – Vysoké Veselí                                | Hradec Králové      | 50°18′27″ s. š., 15°28′17″ v. d. |                               | S                     | 1976                                          | ✔️              |
| Chranišov                                 | Nové Sedlo u Lokte – Krásný Jez                        | Sokolov             | 50°13′10″ s. š., 12°44′43″ v. d. |                               |                       | 1980                                          | ❌              |
| Chrast u Chrudimi město                   | Hrochův Týnec – Chrast u Chrudimi                      | Chrudim             | 49°54′13″ s. š., 15°55′55″ v. d. | stanice                       | S                     | 1978/2005                                     | ✔️              |
| Chrašice                                  | Hrochův Týnec – Chrast u Chrudimi                      | Chrudim             | 49°54′34″ s. š., 15°56′36″ v. d. |                               |                       | 1980                                          | ✔️              |
| Chudčice                                  | Kuřim – Veverská Bítýška                               | Brno-venkov         | 49°17′18″ s. š., 16°27′45″ v. d. |                               |                       | 1936/1938                                     | ✔️              |
| Chuchle                                   | Praha–Plzeň                                            | Praha               | 50°1′23″ s. š., 14°23′30″ v. d.  | stanice                       | S                     | 1940                                          | ❌              |
| Jáchymov                                  | Ostrov nad Ohří – Jáchymov                             | Karlovy Vary        | 50°21′38″ s. š., 12°56′6″ v. d.  |                               |                       | 1957                                          | ✔️              |
| Jámy                                      | Brno – Havlíčkův Brod                                  | Žďár nad Sázavou    | 49°31′27″ s. š., 15°59′0″ v. d.  | zastávka                      |                       | 1984                                          | ❌              |
| Janov                                     | Oldřichov u Duchcova – Litvínov – Jirkov – Chomutov    | Most                | 50°35′ s. š., 13°34′13″ v. d.    |                               |                       | 1971                                          | ✔️              |
| Janov u Rakovníka                         | Most–Rakovník                                          | Rakovník            | 50°12′23″ s. š., 13°38′23″ v. d. |                               |                       | 2012                                          | ❌              |
| Jehličná                                  | Chomutov–Cheb                                          | Sokolov             | 50°12′12″ s. š., 12°41′23″ v. d. |                               |                       | 1980, lom Jiří                                | ✔️              |
| Jehnice                                   | Brno–Tišnov                                            | Brno-město          | 49°16′19″ s. š., 16°34′56″ v. d. |                               | S                     | 1953                                          | ✔️              |
| Jemníky                                   | Zvoleněves – Kladno-Dubí                               | Kladno              | 50°12′21″ s. š., 14°7′17″ v. d.  | zastávka                      |                       | 1982/1985                                     | ✔️              |
| Jenichov                                  | Mladá Boleslav – Mělník                                | Mělník              | 50°21′23″ s. š., 14°34′15″ v. d. |                               | S                     | ?                                             | ❌              |
| Jeníkov                                   | Děčín – Oldřichov u Duchcova                           | Teplice             | 50°37′58″ s. š., 13°44′44″ v. d. |                               | S                     | 1961                                          | ✔️              |
| Jenín                                     | Rybník – Lipno nad Vltavou                             | Český Krumlov       | 48°37′45″ s. š., 14°24′29″ v. d. | zastávka                      | N                     | 2011?                                         | ❌              |
| Ješetice (původní lokalita)               | Praha – České Budějovice                               | Benešov             | 49°34′37″ s. š., 14°36′26″ v. d. | stanice                       |                       | 2022, přeložka s náhradou                     | ✔️              |
| Jiříkov                                   | Rumburk–Ebersbach                                      | Děčín               | 50°59′58″ s. š., 14°34′43″ v. d. | stanice                       | S                     | po roce 2000                                  | ❌              |
| Kamenický Šenov horní nádraží             | Česká Kamenice – Kamenický Šenov – Česká Lípa          | Česká Lípa          | 50°46′9″ s. š., 14°28′52″ v. d.  |                               | S                     | 1979                                          | ✔️              |
| Karviná-Darkov lázně                      | Petrovice u Karviné – Karviná                          | Karviná             | 49°50′36″ s. š., 18°32′40″ v. d. |                               | S                     | 1961/1962                                     | ✔️              |
| Karviná-Ráj                               | Petrovice u Karviné – Karviná                          | Karviná             | 49°51′ s. š., 18°32′59″ v. d.    |                               |                       | 1961/1962                                     | ✔️              |
| Karviná-Stalingrad                        | Petrovice u Karviné – Karviná                          | Karviná             | 49°52′20″ s. š., 18°32′36″ v. d. |                               |                       | 1961                                          | ❌              |
| Keblov                                    | Benešov u Prahy – Trhový Štěpánov – Dolní Kralovice    | Benešov             | 49°40′46″ s. š., 15°5′8″ v. d.   | zastávka a nákladiště         |                       | 1974/1975                                     | ✔️              |
| Knovíz                                    | Zvoleněves – Kladno-Dubí                               | Kladno              | 50°12′44″ s. š., 14°8′ v. d.     | zastávka a nákladiště         | S                     | 1982/1985                                     | ✔️              |
| Koporeč                                   | Počerady–Vrskmaň                                       | Most                | 50°26′54″ s. š., 13°37′48″ v. d. |                               |                       | 1961/1962                                     | ✔️              |
| Košťany u Teplic                          | Děčín – Oldřichov u Duchcova                           | Teplice             | 50°39′9″ s. š., 13°45′22″ v. d.  |                               |                       | 1961                                          | ✔️              |
| Koválovice-Osíčany                        | Nezamyslice–Morkovice                                  | Prostějov           | 49°16′57″ s. š., 17°10′24″ v. d. | stanice                       | S                     | 1998/2005                                     | ✔️              |
| Kralupy nad Vltavou město                 | Kralupy nad Vltavou – Velvary                          | Mělník              | 50°14′20″ s. š., 14°18′15″ v. d. |                               |                       | 1974                                          | ✔️              |
| Kralupy nad Vltavou zastávka              | Kralupy nad Vltavou – Velvary                          | Mělník              | 50°14′7″ s. š., 14°17′34″ v. d.  |                               |                       | 1974                                          | ✔️              |
| Kralupy u Chomutova                       | Chomutov–Cheb                                          | Chomutov            | 50°25′43″ s. š., 13°19′16″ v. d. |                               | Z                     | 1978, lom Nástup – Tušimice                   | ✔️              |
| Krbice                                    | Chomutov–Cheb                                          | Chomutov            | 50°25′50″ s. š., 13°20′49″ v. d. |                               | Z                     | 1978, lom Nástup – Tušimice                   | ✔️              |
| Krnov-Chomýž                              | Šumperk–Krnov                                          | Bruntál             | 50°6′25″ s. š., 17°39′21″ v. d.  |                               |                       | 1972                                          | ❌              |
| Krumvíř-dvůr                              | Čejč–Ždánice                                           | Břeclav             | 48°58′11″ s. š., 16°55′50″ v. d. |                               |                       | 1924                                          | ❌              |
| Kundratice u Chomutova                    | Oldřichov u Duchcova – Litvínov – Jirkov – Chomutov    | Chomutov            | 50°31′37″ s. š., 13°29′33″ v. d. |                               |                       | 1971, lom ČSA                                 | ✔️              |
| Kunín                                     | Suchdol nad Odrou – Nový Jičín město                   | Nový Jičín          | 49°38′12″ s. š., 17°57′48″ v. d. | zastávka                      |                       | 2011                                          | ❌              |
| Kunratice u Cvikova                       | Svor – Jablonné v Podještědí                           | Česká Lípa          | 50°46′16″ s. š., 14°40′10″ v. d. |                               | S                     | 1973/1986                                     | ✔️              |
| Kunratice u Frýdlantu                     | Frýdlant v Čechách – Heřmanice                         | Liberec             | 50°54′44″ s. š., 15°1′25″ v. d.  | stanice                       | S                     | 1976/1984                                     | ✔️              |
| Kyjice                                    | Oldřichov u Duchcova – Litvínov – Jirkov – Chomutov    | Chomutov            | 50°30′21″ s. š., 13°28′47″ v. d. |                               |                       | 1971, VN Újezd                                | ✔️              |
| Kyselka                                   | Vojkovice nad Ohří – Kyselka                           | Karlovy Vary        | 50°15′44″ s. š., 12°59′43″ v. d. |                               |                       | 1935                                          | ❌              |
| Kyselka-Obrovice                          | Vilémov u Kadaně – Kadaňský Rohozec – Doupov           | Chomutov            | 50°16′59″ s. š., 13°12′22″ v. d. | zastávka a nákladiště         |                       | 1955/1970, VÚ Hradiště                        | ✔️              |
| Lavičky                                   | Tochovice–Orlík                                        | Příbram             | 49°35′51″ s. š., 14°9′10″ v. d.  |                               | S                     | 1990/1997                                     | ✔️              |
| Ledce-Klášter                             | Týniště nad Orlicí – Meziměstí                         | Rychnov nad Kněžnou | 50°13′49″ s. š., 16°3′48″ v. d.  |                               |                       | ?                                             | ❌              |
| Ledvice (pův.lokalita)                    | Osek–Ledvice                                           | Teplice             | 50°34′58″ s. š., 13°45′22″ v. d. |                               |                       | 1962, důl Bílina                              | ✔️              |
| Levín                                     | Velké Březno – Lovečkovice – Verneřice/Úštěk           | Litoměřice          | 50°37′3″ s. š., 14°16′47″ v. d.  |                               | S                     | 1978                                          | ✔️              |
| Levínské Petrovice                        | Velké Březno – Lovečkovice – Verneřice/Úštěk           | Litoměřice          | 50°37′54″ s. š., 14°17′1″ v. d.  |                               |                       | 1978                                          | ✔️              |
| Libouš                                    | Březno u Chomutova – Kadaň-Prunéřov                    | Chomutov            | 50°23′54″ s. š., 13°22′15″ v. d. |                               |                       | 1961, lom Nástup – Tušimice                   | ✔️              |
| Lindava                                   | Svor – Jablonné v Podještědí                           | Česká Lípa          | 50°45′37″ s. š., 14°39′24″ v. d. |                               | S                     | 1973/1986                                     | ✔️              |
| Lipno (původní lokalita)                  | Rybník – Lipno nad Vltavou                             | Český Krumlov       | 48°38′5″ s. š., 14°13′51″ v. d.  | stanice                       | S                     | 1955, VN Lipno                                | ✔️              |
| Liptice                                   | Ústí nad Labem – Chomutov                              | Teplice             | 50°34′48″ s. š., 13°45′18″ v. d. |                               |                       | 1968, lom Bílina                              | ✔️              |
| Lišany u Rakovníka                        | Krupá–Kolešovice                                       | Rakovník            | 50°8′50″ s. š., 13°43′4″ v. d.   |                               |                       | ?                                             | ❌              |
| Litoměřice město                          | Lysá nad Labem – Ústí nad Labem                        | Litoměřice          | 50°31′54″ s. š., 14°7′52″ v. d.  | stanice                       | S                     | 1958, nová výpravní budova o 500 m východněji | ❌              |
| Lovečkovice                               | Velké Březno – Lovečkovice – Verneřice/Úštěk           | Litoměřice          | 50°37′22″ s. š., 14°15′57″ v. d. |                               | S                     | 1978                                          | ✔️              |
| Lubina (Drnholec)                         | Studénka–Veřovice                                      | Nový Jičín          | 49°36′56″ s. š., 18°9′30″ v. d.  |                               |                       | 1979                                          | ✔️              |
| Ludgeřovice                               | Opava východ – Petřkovice                              | Opava               | 49°53′30″ s. š., 18°14′10″ v. d. | zastávka a nákladiště         |                       | 1950                                          | ✔️              |
| Malé Březno u Mostu                       | Počerady–Vrskmaň                                       | Most                | 50°27′39″ s. š., 13°33′31″ v. d. |                               |                       | 1961/1985                                     | ✔️              |
| Manušice                                  | Česká Kamenice – Kamenický Šenov – Česká Lípa          | Česká Lípa          | 50°43′2″ s. š., 14°30′37″ v. d.  |                               |                       | 1979                                          | ✔️              |
| Mariánské Radčice                         | Ústí nad Labem – Chomutov                              | Most                | 50°34′38″ s. š., 13°40′ v. d.    |                               |                       | 1968                                          | ✔️              |
| Menhartice                                | Křimov–Reitzenhain                                     | Chomutov            | 50°30′30″ s. š., 13°17′14″ v. d. | zastávka                      | S                     | 1948/1987                                     | ✔️              |
| Mezno                                     | Praha – České Budějovice                               | Benešov             | 49°31′59″ s. š., 14°39′39″ v. d. | zastávka a hradlo             | Z                     | 2022, přeložka s náhradou                     | ✔️              |
| Michálkovice                              | Báňská dráha                                           | Ostrava-město       | 49°50′34″ s. š., 18°20′49″ v. d. | nákladové nádraží             |                       | 1999                                          | ❌              |
| Mimoň staré nádraží                       | Liberec – Česká Lípa                                   | Česká Lípa          | 50°39′11″ s. š., 14°44′17″ v. d. |                               | S                     |                                               | ❌              |
| Mistrovice                                | Česká Kamenice – Kamenický Šenov – Česká Lípa          | Česká Lípa          | 50°45′34″ s. š., 14°26′18″ v. d. |                               | S                     | 1979                                          | ✔️              |
| Moravské Knínice                          | Kuřim – Veverská Bítýška                               | Brno-venkov         | 49°17′47″ s. š., 16°30′6″ v. d.  |                               |                       | 1936/1938                                     | ✔️              |
| Moravský Beroun město                     | Ondrášov – Dvorce na Moravě                            | Olomouc             | 49°47′41″ s. š., 17°26′58″ v. d. |                               | S                     | 1933/1937                                     | ✔️              |
| Morkovice                                 | Nezamyslice–Morkovice                                  | Kroměříž            | 49°15′13″ s. š., 17°12′39″ v. d. | dopravna D3                   | Z                     | 1998/2005                                     | ✔️              |
| Mořkov                                    | Hostašovice – Nový Jičín horní nádraží                 | Nový Jičín          | 49°32′14″ s. š., 18°2′40″ v. d.  | zastávka                      | S                     | 2009/2010                                     | ✔️              |
| Most (staré nádraží)                      | Ústí nad Labem – Chomutov                              | Most                | 50°31′55″ s. š., 13°38′32″ v. d. |                               |                       | 1979                                          | ✔️              |
| Mouchnice                                 | Nemotice–Koryčany                                      | Hodonín             | 49°6′54″ s. š., 17°8′2″ v. d.    |                               |                       | 1980                                          | ❌              |
| Mukařov                                   | Velké Březno – Lovečkovice – Verneřice/Úštěk           | Litoměřice          | 50°38′54″ s. š., 14°17′14″ v. d. |                               |                       | 1978                                          | ✔️              |
| Našiměřice                                | Brno – Hrušovany nad Jevišovkou                        | Znojmo              | 48°57′47″ s. š., 16°21′4″ v. d.  | zastávka (dříve i nákladiště) |                       | 2012                                          | ❌              |
| Němčice nad Jihlavou                      | Brno – Hrušovany nad Jevišovkou                        | Brno-venkov         | 49°4′59″ s. š., 16°23′22″ v. d.  | zastávka                      |                       | 1954                                          | ❌              |
| Nová Ves u České Lípy                     | Česká Kamenice – Kamenický Šenov – Česká Lípa          | Česká Lípa          | 50°44′46″ s. š., 14°27′7″ v. d.  |                               |                       | 1979                                          | ✔️              |
| Nové Dvory                                | Havlíčkův Brod – Žďár nad Sázavou                      | Žďár nad Sázavou    | 49°33′28″ s. š., 15°48′14″ v. d. |                               |                       | 1953                                          | ✔️              |
| Nové Sedlo nad Bílinou                    | Oldřichov u Duchcova – Litvínov – Jirkov – Chomutov    | Chomutov            | 50°30′54″ s. š., 13°29′42″ v. d. |                               |                       | 1971, lom Jan Šverma                          | ✔️              |
| Nové Sedlo zastávka                       | Nové Sedlo u Lokte – Krásný Jez                        | Sokolov             | 50°12′41″ s. š., 12°44′43″ v. d. |                               |                       | 1980                                          | ❌              |
| Nový Jičín horní nádraží                  | Hostašovice – Nový Jičín horní nádraží                 | Nový Jičín          | 49°35′30″ s. š., 18°1′8″ v. d.   | dopravna D3                   | S                     | 2009/2010                                     | ✔️              |
| Nový Oldřichov                            | Česká Kamenice – Kamenický Šenov – Česká Lípa          | Česká Lípa          | 50°45′59″ s. š., 14°26′38″ v. d. |                               | S                     | 1979                                          | ✔️              |
| Obříství-Chlumín                          | Neratovice – Kralupy nad Vltavou                       | Mělník              | 50°16′6″ s. š., 14°29′32″ v. d.  |                               | S                     | 1881                                          | ❌              |
| Okořín                                    | Počerady–Vrskmaň                                       | Chomutov            | 50°29′3″ s. š., 13°30′33″ v. d.  |                               |                       | 1961/1985                                     | ✔️              |
| Oldřiš zastávka                           | Svitavy – Žďárec u Skutče                              | Svitavy             | 49°43′26″ s. š., 16°12′23″ v. d. |                               |                       | ?                                             | ❌              |
| Oleška                                    | Vilémov u Kadaně – Kadaňský Rohozec – Doupov           | Karlovy Vary        | 50°16′52″ s. š., 13°8′50″ v. d.  | zastávka a nákladiště         |                       | 1955/1970, VÚ Hradiště                        | ✔️              |
| Olomouc místní nádraží                    | Olomouc – Senice na Hané                               | Olomouc             |                                  |                               |                       | ?                                             | ✔️              |
| Ostrava-Hrušov                            | Přerov–Bohumín                                         | Ostrava-město       | 49°51′48″ s. š., 18°17′23″ v. d. | nákladové nádraží             | S                     | 1979                                          | ❌              |
| Ostravice-Mazák                           | Frýdlant nad Ostravicí – Ostravice – Bílá              | Frýdek-Místek       | 49°31′25″ s. š., 18°24′19″ v. d. |                               |                       | 1965, VN Šance                                | ✔️              |
| Ostravice-Řečica                          | Frýdlant nad Ostravicí – Ostravice – Bílá              | Frýdek-Místek       | 49°30′31″ s. š., 18°25′10″ v. d. |                               |                       | 1965, VN Šance                                | ✔️              |
| Ostrov nad Ohří zastávka                  | Ostrov nad Ohří – Jáchymov                             | Karlovy Vary        | 50°18′17″ s. š., 12°56′34″ v. d. |                               | S                     | 1957/2004                                     | ✔️              |
| Otvice                                    | Ústí nad Labem – Chomutov                              | Chomutov            | 50°31′55″ s. š., 13°38′32″ v. d. |                               |                       | 1985                                          | ✔️              |
| Pečice                                    | Tochovice–Orlík                                        | Příbram             | 49°35′52″ s. š., 14°5′57″ v. d.  |                               |                       | 1990/1997                                     | ✔️              |
| Pernek na Šumavě (původní lokalita)       | Černá v Pošumaví – Nová Pec                            | Český Krumlov       | 48°46′37″ s. š., 13°58′18″ v. d. | zastávka                      |                       | 1958, VN Lipno                                | ✔️              |
| Pestřice                                  | Černá v Pošumaví – Nová Pec                            | Český Krumlov       | 48°44′23″ s. š., 14°3′10″ v. d.  | zastávka a nákladiště         |                       | 1958, VN Lipno                                | ✔️              |
| Petrovice u Týniště nad Orlicí            | Týniště nad Orlicí – Meziměstí                         | Rychnov nad Kněžnou | 50°11′5″ s. š., 16°2′31″ v. d.   |                               | S                     | ?                                             | ❌              |
| Petřkovice                                | Opava východ – Petřkovice                              | Ostrava-město       | 49°52′37″ s. š., 18°16′12″ v. d. | stanice                       | S                     | 1945 (neobnovena po válečném poškození)       | ✔️              |
| Petřkovice doly                           | Opava východ – Petřkovice                              | Ostrava-město       | 49°52′28″ s. š., 18°15′23″ v. d. | zastávka                      |                       | 1950                                          | ✔️              |
| Pchery                                    | Zvoleněves – Kladno-Dubí                               | Kladno              | 50°12′3″ s. š., 14°6′31″ v. d.   | zastávka                      | S                     | 1982/1989                                     | ✔️              |
| Podkováň                                  | Skalsko–Chotětov                                       | Mladá Boleslav      | 50°25′2″ s. š., 14°47′5″ v. d.   |                               | S                     | 1970                                          | ✔️              |
| Podlešín zastávka                         | Zvoleněves – Kladno-Dubí                               | Kladno              | 50°13′18″ s. š., 14°9′36″ v. d.  | zastávka                      | S                     | 1982/1989                                     | ✔️              |
| Pohled                                    | Havlíčkův Brod – Žďár nad Sázavou                      | Havlíčkův Brod      | 49°36′8″ s. š., 15°38′46″ v. d.  |                               | S                     | 1953                                          | ✔️              |
| Polerady u Mostu                          | Počerady–Vrskmaň                                       | Most                | 50°26′20″ s. š., 13°39′14″ v. d. |                               |                       | 1961/1962                                     | ✔️              |
| Praha-Braník přístav                      |                                                        | Praha               | 50°2′50″ s. š., 14°24′50″ v. d.  | nákladiště                    |                       | 1945                                          | ✔️              |
| Praha-Bubny Vltavská                      | Praha–Kladno                                           | Praha               | 50°5′59″ s. š., 14°26′22″ v. d.  |                               | N                     | 2023                                          | ✔️              |
| Praha-Hloubětín                           | Praha – Česká Třebová                                  | Praha               | 50°6′2″ s. š., 14°31′4″ v. d.    | zastávka                      |                       | 1976                                          | ❌              |
| Praha-Hlubočepy zastávka                  | Praha-Smíchov – Hostivice                              | Praha               | 50°2′22″ s. š., 14°23′29″ v. d.  | zastávka                      | N                     | 1989                                          | ❌              |
| Praha-Holešovice zastávka                 | Praha–Děčín                                            | Praha               | 50°6′22″ s. š., 14°26′15″ v. d.  | zastávka                      | N                     | 2025                                          | ❌              |
| Praha-Hrabovka                            |                                                        | Praha               | 50°5′18″ s. š., 14°26′34″ v. d.  | zastávka                      | Z                     | 1941                                          | ❌              |
| Praha-Karlín                              | Praha – Česká Třebová                                  | Praha               | 50°5′25″ s. š., 14°27′8″ v. d.   | zastávka                      | N                     | 1957                                          | ❌              |
| Praha-Karlín přístav                      | Praha-Těšnov – Praha-Vysočany                          | Praha               | 50°5′43″ s. š., 14°27′18″ v. d.  | zastávka                      | S                     | 1961/1984                                     | ✔️              |
| Praha-Klukovice                           | Praha – Rudná u Prahy – Beroun                         | Praha               | 50°2′16″ s. š., 14°21′33″ v. d.  | zastávka                      |                       | 1942                                          | ❌              |
| Praha-Konvářka                            | Praha-Smíchov – Hostivice                              | Praha               | 50°3′17″ s. š., 14°24′4″ v. d.   | zastávka                      | N                     | 1989                                          | ❌              |
| Praha-Královské Vinohrady                 | Praha–Plzeň, Praha – České Budějovice                  | Praha               | 50°4′7″ s. š., 14°26′11″ v. d.   | zastávka                      | S                     | 1944                                          | ❌              |
| Praha-Libeň dolní nádraží                 | Praha-Těšnov – Praha-Vysočany                          | Praha               | 50°6′9″ s. š., 14°28′19″ v. d.   | stanice                       | S                     | 1972/1984                                     | ✔️              |
| Praha-Liboc                               | Praha – Lužná u Rakovníka – Chomutov/Rakovník          | Praha               | 50°5′24″ s. š., 14°19′33″ v. d.  | zastávka                      | S                     | 1985                                          | ❌              |
| Praha-Michle                              | Praha – Vrané nad Vltavou – Čerčany/Dobříš             | Praha               | 50°3′25″ s. š., 14°27′33″ v. d.  | zastávka                      |                       | 1974                                          | ❌              |
| Praha-Podbaba (1867–1949)                 | Praha–Děčín                                            | Praha               | 50°7′17″ s. š., 14°23′35″ v. d.  | zastávka                      | S                     | 1949                                          | ❌              |
| Praha-Podolí cementárna                   |                                                        | Praha               | 50°3′4″ s. š., 14°25′ v. d.      | zastávka a nákladiště         |                       | 1922/1945                                     | ✔️              |
| Praha-Rohanský ostrov prozatímní nádraží  | Praha-Těšnov – Praha-Vysočany                          | Praha               | 50°5′42″ s. š., 14°26′54″ v. d.  | nákladové nádraží             | S                     | 1972/1984                                     | ✔️              |
| Praha-Smíchov Na Knížecí                  | Praha-Smíchov – Hostivice                              | Praha               | 50°4′4″ s. š., 14°24′19″ v. d.   | zastávka                      | N                     | 2016                                          | ✔️              |
| Praha-Smíchov severní nástupiště          | Praha-Smíchov – Hostivice                              | Praha               | 50°3′44″ s. š., 14°24′24″ v. d.  |                               | Z                     | 2023                                          | ✔️              |
| Praha-Spořilov                            | Praha – Vrané nad Vltavou – Čerčany/Dobříš             | Praha               | 50°2′38″ s. š., 14°27′55″ v. d.  | zastávka                      |                       | 1956/1960                                     | ❌              |
| Praha-Stodůlky (původní lokalita)         | Praha-Smíchov – Hostivice                              | Praha               | 50°3′40″ s. š., 14°20′25″ v. d.  | zastávka                      |                       | 1989                                          | ❌              |
| Praha-Strašnice zastávka                  | Praha – České Budějovice                               | Praha               | 50°4′3″ s. š., 14°29′26″ v. d.   | zastávka                      | N                     | 2020                                          | ✔️              |
| Praha-Těšnov                              | Praha-Těšnov – Praha-Vysočany                          | Praha               | 50°5′30″ s. š., 14°26′14″ v. d.  | stanice                       | Z                     | 1972                                          | ✔️              |
| Praha-Velká Chuchle (původní lokalita)    | Praha–Plzeň                                            | Praha               | 50°0′26″ s. š., 14°23′19″ v. d.  | železniční zastávka           | S                     | 2022                                          | ❌              |
| Praha-Žižkov                              | Praha-Malešice – Praha-Žižkov                          | Praha               | 50°5′7″ s. š., 14°28′34″ v. d.   | nákladiště                    | S                     | 2002/2016                                     | ✔️              |
| Prahly                                    | Březno u Chomutova – Kadaň-Prunéřov                    | Chomutov            | 50°23′58″ s. š., 13°19′40″ v. d. |                               |                       | 1961, lom Nástup – Tušimice                   | ✔️              |
| Prasklice                                 | Nezamyslice–Morkovice                                  | Kroměříž            | 49°16′51″ s. š., 17°11′5″ v. d.  | zastávka a nákladiště         |                       | 1998/2005                                     | ✔️              |
| Přehrada Orlík                            | Tochovice–Orlík                                        | Příbram             | 49°36′23″ s. š., 14°10′9″ v. d.  |                               |                       | 1990/1997                                     | ✔️              |
| Přibyslav (původní lokalita)              | Havlíčkův Brod – Žďár nad Sázavou                      | Havlíčkův Brod      | 49°34′16″ s. š., 15°44′35″ v. d. |                               | S                     | 1953                                          | ✔️              |
| Radkov u Moravské Třebové                 | Třebovice v Čechách – Chornice – Prostějov             | Svitavy             | 49°44′4″ s. š., 16°44′25″ v. d.  | zastávka                      |                       | 1947                                          | ❌              |
| Radošov                                   | Vojkovice nad Ohří – Kyselka                           | Karlovy Vary        | 50°16′23″ s. š., 12°59′35″ v. d. |                               | S                     | ?                                             | ❌              |
| Reitzenhain v Čechách                     | Křimov–Reitzenhain                                     | Chomutov            | 50°32′49″ s. š., 13°13′42″ v. d. | stanice                       | S                     | 1948/1987                                     | ✔️              |
| Rejchartice                               | Ondrášov – Dvorce na Moravě                            | Bruntál             | 49°49′37″ s. š., 17°31′29″ v. d. |                               |                       | 1933/1937                                     | ✔️              |
| Ronov nad Sázavou (původní lokalita)      | Havlíčkův Brod – Žďár nad Sázavou                      | Havlíčkův Brod      | 49°34′3″ s. š., 15°46′13″ v. d.  |                               |                       | 1953                                          | ✔️              |
| Rosice u Chrasti                          | Hrochův Týnec – Chrast u Chrudimi                      | Chrudim             | 49°55′19″ s. š., 15°56′43″ v. d. |                               | S                     | 1978/1980                                     | ✔️              |
| Roudná                                    | Praha – České Budějovice                               | Tábor               | 49°17′49″ s. š., 14°42′55″ v. d. | stanice                       |                       | 2022, přeložka trati                          | ✔️              |
| Rychvald město                            | Louky nad Olší – Doubrava – Bohumín                    | Karviná             | 49°51′51″ s. š., 18°22′30″ v. d. |                               |                       | 1967                                          | ❌              |
| Rychvald zámek                            | Louky nad Olší – Doubrava – Bohumín                    | Karviná             | 49°52′0″ s. š., 18°21′7″ v. d.   |                               |                       | 1967                                          | ❌              |
| Saky                                      | Zvoleněves – Kladno-Dubí                               | Kladno              | 50°11′47″ s. š., 14°5′43″ v. d.  | zastávka                      |                       | 1982/1989                                     | ✔️              |
| Sázava-Velká Losenice                     | Havlíčkův Brod – Žďár nad Sázavou                      | Žďár nad Sázavou    | 49°33′32″ s. š., 15°51′33″ v. d. |                               | S                     | 1953                                          | ❌              |
| Sběř                                      | Smidary – Vysoké Veselí                                | Jičín               | 50°19′10″ s. š., 15°25′40″ v. d. |                               |                       | 1976                                          | ✔️              |
| Sedlec u Obrnic                           | Čížkovice–Obrnice                                      | Most                | 50°29′15″ s. š., 13°42′14″ v. d. |                               |                       | 2007                                          | ❌              |
| Sedlnice (staré nádraží)                  | Studénka–Veřovice                                      | Nový Jičín          | 49°40′45″ s. š., 18°6′ v. d.     |                               |                       | 1959                                          | ❌              |
| Sedmpány                                  | Benešov u Prahy – Trhový Štěpánov – Dolní Kralovice    | Benešov             | 49°41′34″ s. š., 15°4′ v. d.     | zastávka                      | N                     | 1974/1975                                     | ✔️              |
| Semčice                                   | Dětenice–Dobrovice                                     | Mladá Boleslav      | 50°21′53″ s. š., 15°0′16″ v. d.  |                               | S                     | 1975                                          | ✔️              |
| Semeč                                     | Čížkovice–Obrnice                                      | Litoměřice          | 50°27′8″ s. š., 13°53′16″ v. d.  |                               |                       | 2007                                          | ❌              |
| Sinutec                                   | Čížkovice–Obrnice                                      | Louny               | 50°26′26″ s. š., 13°47′51″ v. d. |                               |                       | 2007                                          | ❌              |
| Skalice u Chrudimi                        | Hrochův Týnec – Chrast u Chrudimi                      | Chrudim             | 49°57′5″ s. š., 15°55′52″ v. d.  |                               |                       | 1980                                          | ✔️              |
| Skalsko (původní nádraží)                 | Skalsko–Chotětov                                       | Mladá Boleslav      | 50°25′33″ s. š., 14°46′10″ v. d. |                               | S                     | 1970                                          | ✔️              |
| Skršín                                    | Čížkovice–Obrnice                                      | Most                | 50°27′46″ s. š., 13°44′47″ v. d. |                               |                       | 2007                                          | ❌              |
| Skržice                                   | Kroměříž–Zborovice                                     | Kroměříž            | 49°14′36″ s. š., 17°20′40″ v. d. |                               |                       | ?                                             | ❌              |
| Slapany                                   | Wiesau–Cheb                                            | Cheb                | 50°1′45″ s. š., 12°22′19″ v. d.  |                               |                       | 1964/1985                                     | ✔️              |
| Staré Hamry                               | Frýdlant nad Ostravicí – Ostravice – Bílá              | Frýdek-Místek       | 49°28′20″ s. š., 18°26′12″ v. d. |                               |                       | 1965, VN Šance                                | ✔️              |
| Staré Hamry zastávka                      | Frýdlant nad Ostravicí – Ostravice – Bílá              | Frýdek-Místek       | 49°29′15″ s. š., 18°25′26″ v. d. |                               |                       | 1965, VN Šance                                | ✔️              |
| Staré Hamry-Růžanec                       | Frýdlant nad Ostravicí – Ostravice – Bílá              | Frýdek-Místek       | 49°30′3″ s. š., 18°25′23″ v. d.  |                               |                       | ?                                             | ✔️              |
| Staré Město u Bruntálu                    | Bruntál – Malá Morávka                                 | Bruntál             | 50°0′38″ s. š., 17°25′44″ v. d.  |                               | S                     | ?                                             | ❌              |
| Strenice                                  | Skalsko–Chotětov                                       | Mladá Boleslav      | 50°23′24″ s. š., 14°48′54″ v. d. |                               | S                     | 1970                                          | ✔️              |
| Strupčice                                 | Počerady–Vrskmaň                                       | Chomutov            | 50°28′27″ s. š., 13°32′15″ v. d. |                               |                       | 1961/1985                                     | ✔️              |
| Střednice                                 | Lhotka u Mělníka – Střednice                           | Mělník              | 50°23′59″ s. š., 14°31′13″ v. d. |                               | S                     | 1933/1975                                     | ✔️              |
| Střezimíř                                 | Praha – České Budějovice                               | Benešov             | 49°32′18″ s. š., 14°37′18″ v. d. | stanice                       | S – železniční muzeum | 2022, přeložka s náhradou                     | ✔️              |
| Stříbrné Hory                             | Havlíčkův Brod – Žďár nad Sázavou                      | Havlíčkův Brod      | 49°35′49″ s. š., 15°41′41″ v. d. |                               |                       | 1953                                          | ✔️              |
| Studénka místní nádraží                   | Studénka–Veřovice                                      | Nový Jičín          | 49°42′29″ s. š., 18°4′17″ v. d.  |                               | S                     | 1959                                          | ❌              |
| Svatobořice                               | Kyjov–Mutěnice                                         | Hodonín             | 48°58′34″ s. š., 17°5′54″ v. d.  | dopravna D3                   |                       | 2004/2009                                     | ✔️              |
| Světlá u Boskovic                         | Skalice nad Svitavou – Velké Opatovice                 | Blansko             | 49°34′6″ s. š., 16°42′7″ v. d.   | zastávka                      |                       | 2006/2010                                     | ❌              |
| Svojšice                                  | Bošice–Svojšice                                        | Kolín               | 50°0′45″ s. š., 15°2′31″ v. d.   |                               |                       | 1935                                          | ✔️              |
| Šerava                                    | Strakonice–Volary                                      | Prachatice          | 49°0′3″ s. š., 13°45′50″ v. d.   |                               |                       | 1963/1964                                     | ❌              |
| Šluknov údolí                             | Rumburk–Sebnitz                                        | Děčín               | 50°59′25″ s. š., 14°28′31″ v. d. | zastávka                      |                       | 2018                                          | ❌              |
| Švermov-Hnidousy                          | Zvoleněves – Kladno-Dubí                               | Kladno              | 50°9′45″ s. š., 14°6′50″ v. d.   | zastávka                      |                       | 1982/1985                                     | ❌              |
| Těšetice                                  | Protivec–Bochov                                        | Karlovy Vary        | 50°9′32″ s. š., 13°5′10″ v. d.   | zastávka                      |                       | 1996                                          | ❌              |
| Těšice                                    | Nezamyslice–Morkovice                                  | Prostějov           | 49°19′16″ s. š., 17°9′35″ v. d.  | zastávka a nákladiště         |                       | 1998/2005                                     | ✔️              |
| Tištín                                    | Nezamyslice–Morkovice                                  | Prostějov           | 49°18′48″ s. š., 17°10′ v. d.    | zastávka                      |                       | 1998/2005                                     | ✔️              |
| Topol                                     | Chrudim–Borohrádek                                     | Chrudim             | 49°58′3″ s. š., 15°49′55″ v. d.  | zastávka a nákladiště         |                       | 2008                                          | ❌              |
| Touchořiny                                | Velké Březno – Lovečkovice – Verneřice/Úštěk           | Litoměřice          | 50°37′41″ s. š., 14°14′41″ v. d. |                               |                       | 1978                                          | ✔️              |
| Trojany                                   | Rakovník–Mladotice                                     | Plzeň-sever         | 49°58′42″ s. š., 13°25′46″ v. d. |                               | S                     | 1997                                          | ✔️              |
| Tuhaň                                     | Zvoleněves – Kladno-Dubí                               | Kladno              | 50°9′42″ s. š., 14°5′30″ v. d.   |                               |                       | 1982                                          | ❌              |
| Tuchomyšl                                 | Ústí nad Labem – Chomutov                              | Ústí nad Labem      | 50°39′6″ s. š., 13°57′28″ v. d.  |                               |                       | 1982, důl Chabařovice                         | ✔️              |
| Tušimice                                  | Březno u Chomutova – Kadaň-Prunéřov                    | Chomutov            | 50°23′43″ s. š., 13°21′7″ v. d.  |                               |                       | 1961, lom Nástup – Tušimice                   | ✔️              |
| Údolí                                     | Nové Sedlo u Lokte – Krásný Jez                        | Sokolov             | 50°10′19″ s. š., 12°46′20″ v. d. |                               |                       | 1997                                          | ✔️              |
| Uherské Hradiště transito                 | Staré Město u Uherského Hradiště – Kunovice            | Uherské Hradiště    | 49°4′33″ s. š., 17°25′25″ v. d.  |                               |                       | 1931                                          | ✔️              |
| Uhřice u Kroměříže                        | Nezamyslice–Morkovice                                  | Kroměříž            | 49°16′32″ s. š., 17°12′2″ v. d.  | zastávka a nákladiště         |                       | 1998/2005                                     | ✔️              |
| Uhřičice                                  | Kojetín–Tovačov                                        | Přerov              | 49°22′47″ s. š., 17°16′39″ v. d. |                               |                       | 1981                                          | ❌              |
| Ujkovice                                  | Dětenice–Dobrovice                                     | Mladá Boleslav      | 50°21′45″ s. š., 15°5′45″ v. d.  |                               | S                     | 1975                                          | ✔️              |
| Ústí u Vsetína                            | Hranice na Moravě – Púchov                             | Vsetín              | 49°18′3″ s. š., 18°0′18″ v. d.   | zastávka                      | S                     |                                               | ❌              |
| V Lipinách                                | Petrovice u Karviné – Karviná                          | Karviná             | 49°50′24″ s. š., 18°31′42″ v. d. |                               |                       | 1961/1962                                     | ✔️              |
| Vahaneč                                   | Protivec–Bochov                                        | Karlovy Vary        | 50°8′37″ s. š., 13°7′56″ v. d.   | zastávka                      |                       | 1996                                          | ❌              |
| Velešovice                                | Brno–Přerov                                            | Vyškov              | 49°11′10″ s. š., 16°50′22″ v. d. |                               |                       | 2011/2012                                     | ❌              |
| Velichov                                  | Vojkovice nad Ohří – Kyselka                           | Karlovy Vary        | 50°17′14″ s. š., 13°0′23″ v. d.  |                               |                       | 1935                                          | ❌              |
| Verneřice                                 | Velké Březno – Lovečkovice – Verneřice/Úštěk           | Děčín               | 50°39′24″ s. š., 14°18′16″ v. d. |                               | S                     | 1978                                          | ✔️              |
| Vernéřov                                  | Chomutov–Cheb                                          | Chomutov            | 50°23′18″ s. š., 13°13′30″ v. d. |                               |                       | ?                                             | ❌              |
| Věteřov                                   | Čejč–Ždánice                                           | Hodonín             | 49°2′22″ s. š., 17°1′43″ v. d.   |                               |                       | 1975                                          | ✔️              |
| Veverská Bítýška                          | Kuřim – Veverská Bítýška                               | Brno-venkov         | 49°16′44″ s. š., 16°26′21″ v. d. |                               |                       | 1936/1938                                     | ✔️              |
| Vlčí Důl                                  | Liberec – Česká Lípa                                   | Česká Lípa          | 50°40′18″ s. š., 14°36′28″ v. d. |                               | S                     | 1989                                          | ✔️              |
| Vratislavice nad Nisou kyselka            | Liberec–Harrachov                                      | Liberec             | 50°44′10″ s. š., 15°6′7″ v. d.   |                               |                       | 1949/1951                                     | ❌              |
| Vrdy-Bučice                               | Skovice – Vrdy-Bučice                                  | Kutná Hora          | 49°55′36″ s. š., 15°28′5″ v. d.  |                               | S                     | ?                                             | ❌              |
| Vrchoviny                                 | Týniště nad Orlicí – Meziměstí                         | Náchod              | 50°22′14″ s. š., 16°8′24″ v. d.  | zastávka                      |                       |                                               | ❌              |
| Vrskmaň                                   | Ústí nad Labem – Chomutov, Počerady–Vrskmaň            | Chomutov            | 50°29′28″ s. š., 13°29′41″ v. d. |                               |                       | 1985                                          | ✔️              |
| Vrskmany nádraží místní dráhy             | Počerady–Vrskmaň                                       | Chomutov            | 50°29′29″ s. š., 13°29′52″ v. d. |                               |                       | 1960/1985                                     | ✔️              |
| Všechlapy u Nymburka                      | Nymburk–Jičín                                          | Nymburk             | 50°13′31″ s. š., 15°1′35″ v. d.  |                               | S                     | 1961                                          | ❌              |
| Všetuly                                   | Kojetín – Valašské Meziříčí                            | Kroměříž            | 49°19′19″ s. š., 17°32′30″ v. d. | nákladiště                    |                       |                                               | ❌              |
| Vysoké Veselí                             | Smidary – Vysoké Veselí                                | Jičín               | 50°19′49″ s. š., 15°25′39″ v. d. |                               | S                     | 1976                                          | ✔️              |
| Vysokov                                   | Týniště nad Orlicí – Meziměstí                         | Náchod              | 50°24′26″ s. š., 16°8′9″ v. d.   |                               |                       | ?                                             | ❌              |
| Zbiroh                                    | Praha–Plzeň                                            | Rokycany            | 49°49′58″ s. š., 13°47′9″ v. d.  | stanice                       |                       | 2012                                          | ❌              |
| Zpupná Lhota                              | Bohumín–Čadca                                          | Karviná             | 49°45′59″ s. š., 18°36′34″ v. d. |                               |                       | 1962                                          | ❌              |
| Ždánice                                   | Čejč–Ždánice                                           | Hodonín             | 49°3′11″ s. š., 17°1′37″ v. d.   | dopravna D3                   | Z                     | 1998/2010                                     | ✔️              |
| Žďár nad Sázavou (staré nádraží)          | Havlíčkův Brod – Žďár nad Sázavou, Žďár n. S. – Tišnov | Žďár nad Sázavou    | 49°33′28″ s. š., 15°56′9″ v. d.  |                               | S - komerční objekt   | 1953 (osobní doprava)/1981                    | ✔️              |
| Žebletín                                  | Vilémov u Kadaně – Kadaňský Rohozec – Doupov           | Karlovy Vary        | 50°16′48″ s. š., 13°11′36″ v. d. | zastávka                      |                       | 1955/1970, VÚ Hradiště                        | ✔️              |
| Želetice                                  | Čejč–Ždánice                                           | Hodonín             | 49°0′59″ s. š., 17°0′11″ v. d.   | zastávka a nákladiště         |                       | 1998/2010                                     | ✔️              |
| Želetice panství                          | Čejč–Ždánice                                           | Hodonín             | 49°0′53″ s. š., 16°59′22″ v. d.  | nákladiště                    |                       | 1965                                          | ✔️              |
| Žerčice                                   | Dětenice–Dobrovice                                     | Mladá Boleslav      | 50°22′15″ s. š., 15°1′57″ v. d.  |                               | S                     | 1975                                          | ✔️              |
| Žlutice zastávka                          | Protivec–Bochov                                        | Karlovy Vary        | 50°6′30″ s. š., 13°9′57″ v. d.   |                               |                       | 1981                                          | ❌              |

## Stanice změněné na výhybnu
Následující seznam uvádí železniční stanice, které byly z pohledu cestujících zrušeny a nyní slouží jako výhybny:
| Stanice           | Trať                      | Okres   | Zeměpisné souřadnice             | Budova | Rok ukončení osobní dopravy |
| ----------------- | ------------------------- | ------- | -------------------------------- | ------ | --------------------------- |
| Hrušky            | Přerov–Břeclav            | Břeclav | 48°47′2″ s. š., 16°56′23″ v. d.  | S      | 1999                        |
| Praha-Bubeneč     | Praha–Děčín               | Praha   | 50°6′27″ s. š., 14°24′16″ v. d.  | S      | 2014                        |
| Praha-Vyšehrad    | Praha–Plzeň               | Praha   | 50°4′4″ s. š., 14°25′12″ v. d.   | S      | 1960                        |
| Praha-Waltrovka   | Praha-Smíchov – Hostivice | Praha   | 50°3′19″ s. š., 14°22′40″ v. d.  | S      | 2018                        |
| Radonice nad Ohří | Lovosice–Postoloprty      | Louny   | 50°22′11″ s. š., 13°54′51″ v. d. | S      | 2018                        |
| Straky            | Nymburk – Mladá Boleslav  | Nymburk | 50°14′16″ s. š., 14°59′36″ v. d. | Z      | 1999/2011                   |
| Troubelice        | Olomouc–Šumperk           | Olomouc | 49°48′18″ s. š., 17°4′35″ v. d.  | S      | 2022                        |